# Giovanni Caracciolo
Giovanni Caracciolo, a menudo llamado Sergianni (c.1372 - 19 de agosto de 1432) fue un noble italiano del Reino de Nápoles, primer ministro y favorito de la reina Juana II de Nápoles.

## Biografía
Tercer hijo de Francesco Caracciolo de la rama del Sole, caballero y chambelán del rey Ladislao I de Nápoles y de Covella Sardo, hija de un caballero de Siena.
Participó de joven en varias campañas bajo el mando de Ladislao; en la  Batalla de Roccasecca (1411), donde vencieron los partidarios de Luis II de Nápoles, fue hecho prisionero.
Su relación con la reina Juana II, hermana y sucesora de Ladislao, comenzó alrededor de 1416 cuando el esposo, Jaime II de Borbón, pidió usar el título real en lugar del de príncipe de Tarento. La nobleza protagonizó un levantamiento contra Jaime II y Giovanni Caracciolo hizo arrestarlo y lo obligó a huir. Giovanni se convirtió en favorito y amante de ella.
Gracias a la relación con la reina Caracciolo fue capaz de alcanzar para sí mismo una cantidad considerable de poder en la corte napolitana y una gran cantidad de riqueza. Sergianni había obtenido para entonces un matrimonio ventajoso con Caterina Filangieri, hija del segundo conde de Avellino; en enero de 1418, logró a través de la Filangiera Pragmática que su esposa, aunque dotada con los bienes de su padre, sucediera a sus hermanos en los derechos feudales.
Sergianni logró obtener un mayor poder en el terreno, hasta controlar la política y las finanzas casi en su totalidad. Fue el responsable de la ruptura entre la Reina y el Papa Martín V, que como señor feudal del reino napolitano había pedido apoyo económico para la recuperación de su ejército. Sergianni instigó a la soberana para rechazar la contribución al Papa. Ante la negativa, este decidió tomar represalias, encontrado un aliado en Luis III de Anjou. En 1420 Martín V le concedió los derechos sobre el reino y lo envió contra la Juana II a invadir Nápoles. Quien a su vez, gracias a las maniobras políticas de la Caracciolo, obtuvieron la alianza del poderoso Alfonso V de Aragón. El rey Alfonso la ayudó a cambio de ser adoptado por la Reina como su heredero.

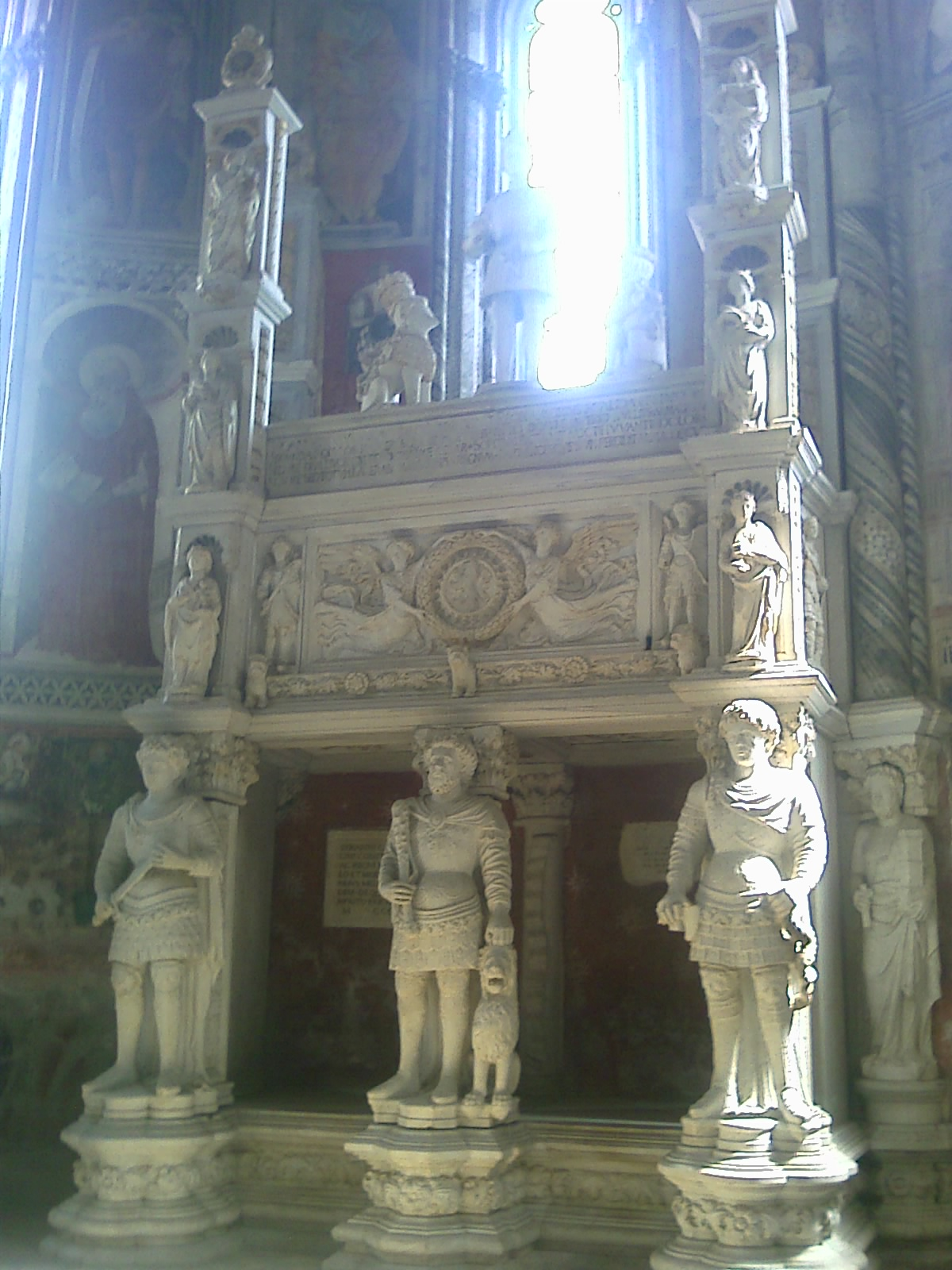
Sepultura de Giovanni Caracciolo.

La relación entre Alfonso V y Juana II se deterioró. Alfonso V había mandado detener a Sergianni en mayo de 1423. Lo cual provocó una revuelta encabezada por Sforza que obligó a Alfonso a refugiarse, el 30 de mayo de 1423, en la fortaleza napolitana de Castel Nuovo hasta que la llegada de una flota aragonesa de 22 galeras le permitió recuperar Nápoles. Sin embargo, como los soldados aragoneses no pudieron capturar Juana en el sitio de Castel Capuano, Sergianni fue liberado a cambio de varios prisioneros y huyó a Aversa con la reina. La situación se normalizo cuando Alfonso volvió a su reino, y la reina volvió a Nápoles, junto con Luis, a quien le fue prometida a continuación. Al ser este último una figura débil, que inmediatamente se retiró a sus feudos en Calabria, el poder de Sergianni aumentó aún más.
El 12 de marzo de 1425, en Aversa, la reina Juana II nombra a Sergianni Caracciolo duque de Venosa, recompensando su lealtad y consolidando su poder territorial. Hacia esa fecha era además Senescal de Nápoles, conde consorte de Avellino, señor de Melfi y de otros numerosos feudos en Campania y Apulia.
Durante esta década su poder siguió en aumento. La gran ambición de Sergianni puede haber empujado a Juana a trazar su asesinato en 1432. Y el 19 de agosto de 1432, Caracciolo fue apuñalado por cuatro caballeros al servicio de la reina en su habitación en Castel Capuano.
Su elaborada tumba esculpida se encuentra en la iglesia de San Giovanni a Carbonara en Nápoles.

## Matrimonio y descendencia
Se casó con Caterina Filangieri, cuarta condesa de Avellino, en algún momento anterior a 1418, con la que tuvo los siguientes hijos:
- Troyano, condottiero y duque de Melfi y de Venosa, que contrajo matrimonio en 1432 con Maria Caldora, hija de Jacopo Caldora.
- Emilia,[4] que contrajo matrimonio en 1429 con Antonio Caldora, condottiero, capitán de ventura y duque de Bari, hijo primogénito de Jacopo Caldora.
- Maria[5]/Giovanna,[6] que contrajo matrimonio en 1431 con Gabriele Orsini del Balzo, hijo de Raimondo Orsini del Balzo, principe de Taranto, y hermano de Giovanni Antonio Orsini del Balzo.
- Margherita, casada con Bernardo Zurlo, conde de Nocera.
- Antonia, casada con Baldassarre Gaetani hijo de los condes de Fondi.
- Giulia, casada con Garzia Cavaniglia, conde de Troia.